# 八ツ又駅
八ツ又駅（やつまたえき）は、岐阜県本巣郡真正町（現在の本巣市）にあった名古屋鉄道揖斐線の駅である。

## 歴史
揖斐線の前身である美濃電気軌道によって北方町駅（のちの美濃北方駅）から黒野駅までが延伸開業した際に開業された駅である。1944年より休止され、そのまま復活することなく1969年に廃駅となった。前後の駅より早い廃止であった。
- 1926年（大正15年）4月6日 - 美濃電気軌道北方線の北方町駅（のちの美濃北方駅） - 黒野駅間の開業に際し開設[4][5][6][7]。
- 1944年（昭和19年） - 休止[5][6][7]。
- 1969年（昭和44年）4月5日 - 廃止[5][6][7]。

## 駅構造
- ホーム1面1線の停留場であった。丸窓を配した待合室が備え付けられていた[8]。
- 糸貫川に架かる鉄橋に続く土手の西端に存在した[1]。

## その他

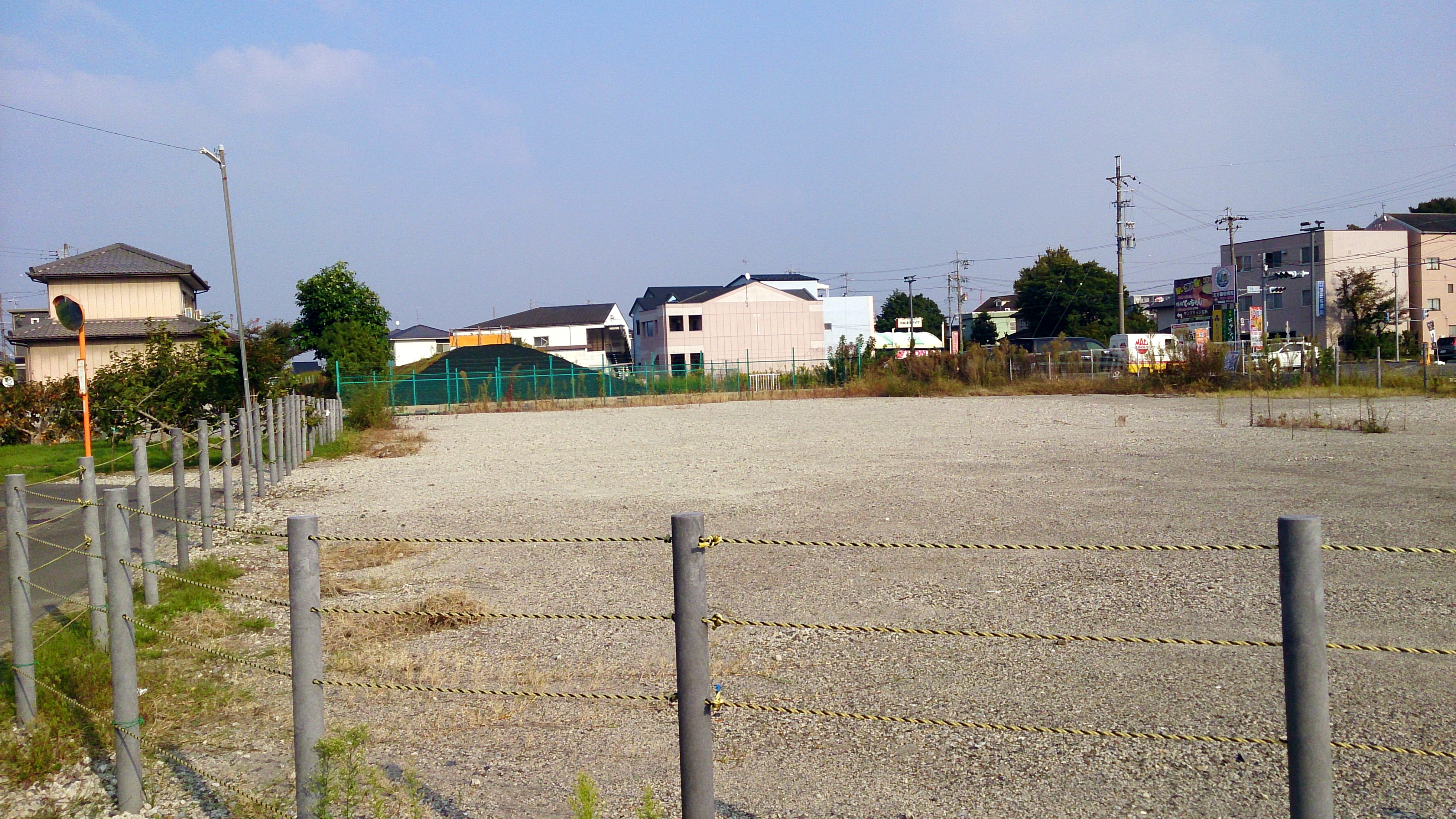
駅西側の更地（2015年10月）

- 揖斐線の美濃北方駅 - 八ツ又駅間には数百メートルの区間は土手の上に線路があり、この土手の下を県道（北方多度線）や樽見線がくぐっている構造である[9]。この土手はかつて糸貫川に架かっていた鉄橋への土手である。現在の糸貫川は小さな河川であるが、1944年（昭和19年）の根尾川改修工事以前は幅200メートル以上の河川であった[1]。
- 糸貫川が現在の小さな河川となった後、鉄橋は架け替えられたが土手はそのままとなった。樽見線を建設する際、この土手を利用して立体交差化されている[10]。
- 2016年7月現在、駅が存在した場所の盛り土と樽見線との立体交差部は撤去され、駅跡の南方はファミリーマート本巣上真桑店となっている[11]。

## 隣の駅
名古屋鉄道
揖斐線
美濃北方駅 - 八ツ又駅 - 真桑駅